# Матвеева, Людмила Григорьевна
Людми́ла Григо́рьевна Матве́ева (род. 26 октября 1928) — советская и российская писательница, автор книг для детей и юношества, в том числе обширной серии повестей «Обитатели Лунного бульвара». Член Московской городской организации Союза писателей России. Член Союза писателей СССР с 1976 года.

## Биография
Родилась в посёлке (ныне город) Гусь-Хрустальный Владимирского округа, Ивановской Промышленной области (сейчас Владимирской области). В 1953 году окончила Московский заочный политехнический институт. Работала пионервожатой и журналисткой; написала 4 книги, посвященные работе с детьми (первая из них в соавторстве с мужем — В. Ф. Матвеевым).
С 1965 года сотрудничала с журналом «Пионер», для которого писала статьи и очерки. Там же в №9 за 1967 год был опубликован её дебют в прозе — рассказ про годы Великой Отечественной войны «Так пролегла дорога». Следующее произведение — «Три девчонки, один я» — читателями журнала было признано «самым весёлым рассказом года». 
В 1971 году в издательстве «Детская литература» увидела свет её дебютная повесть-сказка «Старый барабанщик» о дружбе и чудесных приключениях пожилого музыканта и шестиклассника-волшебника. С тех пор и по настоящее время регулярно выходят и переиздаются её сборники рассказов и повести, посвящённые жизни и приключениям школьников.

### Публицистика
- В. Ф. Матвеев, Л. Г. Матвеева. 99 советов на одно лето. — М.: Молодая гвардия, 1964. — 128 с. [«Возьми с собой в лагерь»]
- Всегда ли мы их понимаем. — М.: Знание, 1966. — 80 с.
- За что их любят дети? — М., 1969
- Сигнал по форме номер один. — М.: Молодая гвардия, 1972. — 112 с. [«Для тех, кто работает с пионерами»]

### Проза
- Так пролегла дорога: рассказ // Пионер : журнал. — 1967. — № 9. — С. 58—65.
- Три девчонки, один я: рассказ // Пионер : журнал. — 1967. — № 11. — С. 40—43.
- Старый барабанщик: Повесть-сказка / Рис. В.Алфеевского. — М.: Детская литература, 1971. — 100 с., илл.
- Казаки-разбойники: Повесть. — М.: Детская литература, 1973. — 223 с., илл.
- Двенадцать палочек: Рассказы / Рис. Ю. Карповой. — М.: Детская литература, 1975. — 176 с., илл.
- Шесть тетрадок: Повесть / Рис. Ю. Карповой. — М.: Детская литература, 1976. — 176 стр., илл.
- Качели: Рассказы / Худож. Ю. Карпова. - М.: Сов. Россия, 1977. - 223 стр., илл.
- Петушок на крыше: рассказ // Пионерский характер: Рассказы и очерки о жизни и трудовых делах пионеров. — М.: Детская литература, 1977. — 129 с.
- Уроки и перемены: Повесть / М.: Молодая гвардия, 1978. - 224 стр. / ISBN 978-5-17-052758-8 (переиздание 2008 г.)
- Ступеньки, нагретые солнцем: Повесть / Рис. Ю. Карповой. — М.: Детская литература, 1979. — 224 c., илл. / ISBN 978-5-17-041699-8 (переиздание 2007 г.)
- Школа на горке: Повесть / Рис. Ю. Карповой. — М.: Детская литература, 1981. — 232 с., илл.
- Мы в пятом классе: Повесть / Рис. Ю. Карповой. — М.: Детская литература, 1982. — 252 с., илл.
- Почти вокруг света: Повесть /Рис. Ю. Карповой. — М.: Детская литература, 1984. — 112 с., илл.
- Дарю тебе велосипед: Повесть / Рис. Г. Алимова. — М.: Детская литература, 1985. — 192 с., илл.
- Продлёнка: Повесть в рассказах/ Рис. Г. Валька. - М.: Детская литература, 1987. — 224 с., илл.
- Марина и Валерка: рассказ // Пионер. — 1987. — № 12. — С. 25—28.
- Прогульщик: Повесть // Пионер. — 1991. — № 2, 3, 5.

Серия «Обитатели Лунного бульвара»:
- Герой-любовник из 5 «А»: Повесть. — М.: Астрель, АСТ, 2003. — 272 с. ISBN 5-17-005458-0
- Невеста из 7 «А»: Повесть. — М.: АСТ, Оникс XXI век, 2001. — 320 с. ISBN 5-17-005472-6
- Жених из 8 «А»: Повесть. — М.: АСТ Олимп, 2001. — 320 с. ISBN 5-17-006272-9
- Коварство и любовь в 9 «А»: Повесть. — М.: Олимп, Астрель, АСТ, 2004. — 256 c. ISBN 5-17-009680-1
- Любовная лихорадка в 6 «Б»: Повесть. — М.: Олимп, АСТ, 2002.— 304 c.- (Любимые книги девочек).- В пер. ISBN 5-17-014753-8
- Муки ревности в 6 «Б»: Повесть.— М.: Олимп, АСТ, 2002.— 292 c. ISBN 5-17-015708-8
- Любовный треугольник в 6 «Б».— М.: Олимп, АСТ, 2003.— 299 c. ISBN 5-17-018538-3
- Всё пропало в 5 «А»: Повесть. — М.: Олимп, Астрель, АСТ, 2004. — 296 с. ISBN 5-17-023468-6
- Бульварный роман в шестом «Б»: Повесть. — М.: Олимп, Астрель, АСТ, 2004. — 288 c. ISBN 5-17-024952-7
- Красавица из 6 «Б»: Повесть. — М.: Астрель, АСТ, 2005. — 304 с. ISBN 5-17-031023-4
- Лунное затмение в 6 «Б»: Повесть. — М.: Астрель, АСТ, 2005. — 288 с. ISBN 5-17-033969-0
- Успешный бизнес в 6 «Б»: Повесть. — М.: Астрель, АСТ, 2007. — 288 с. ISBN 5-17-040216-3
- Виртуальная любовь в 6 «Б»: Повесть. — М.: Астрель, АСТ, 2007. — 304 с. ISBN 978-5-17-040348-8
- Соперницы из 4 «А»[3] : Повесть. — М.: Астрель, АСТ, 2007. — 320 с. ISBN 978-5-17-046026-7
- Конкурс красоты в 6 «А»: Повесть. — М.: Астрель, АСТ, 2008. — 384 с. ISBN 978-5-17-051429-8
- Дружба, зависть и любовь в 5 «В»[4]: Повесть. — М.: Астрель, АСТ, 2008. — 383 с. ISBN 978-5-17-051431-1
- Самый умный в 6 «Б»: Повесть. — М.: Астрель, АСТ, 2008. — 320 с. ISBN 978-5-17-052748-9
- Бешеные бабки в 6 «Б»: Повесть. — М.: Астрель, АСТ, 2009. — 320 с. ISBN 978-5-17-042975-2
- Тусовки в 6 «Б»: Повесть. — М.: Астрель, АСТ, 2010. — ISBN 978-5-17-063987-8
- Точка Ру и 6 «Б»: Повесть. — М.: Астрель, АСТ, 2011. — ISBN 978-5-17-075152-5